# До-ре-ми-фа
До-ре-ми-фа е дамска вокална квартетна поп формация, създадена през 1958 г. в София.
Състав: Гита Минкова, Катя Грънчарова, Гергана Ранджева и Надежда Ранджева-Казасян. За кратко във формацията пее и Нина Светославова.

## История
„До-ре-ми-фа“ е първата дамска вокална формация в българската поп музика, създадена през 1958 г. Четири певици от хор „Бодра смяна“ се събират и решават да се явят на Първия републикански фестивал на художествената самодейност през 1958 г. Името „До-ре-ми-фа“ получават след успешното си представяне в БИАД с оркестър „Мелоди“.
През 1963 г. вокалната група печели конкурса за певци в новосформираната от Радио „София“, днес БНР, Студията за естрадни певци. Паралелно с обучението им в студията, певиците участват активно в концертната и звукозаписна дейност на Биг бенда на БНР, записвайки самостоятелен песенен репертоар, както и беквокали на много песни на други изпълнители. Ръководители на „До-ре-ми-фа“ са били Милчо Левиев и Вили Казасян.
От 1967 г. до 1972 г. „До-ре-ми-фа“ е беквокална група на фестивала „Златният Орфей“. През 1970 г. квартетът гастролира в ГДР, където участва в забавно предаване на телевизията на ГДР и представя своя репертоар. Последната песен, която съставът записва в Националното радио, е „Зорнице моя“, композиция на Светозар Русинов и Димитър Точев (1972). След разпадането на „До-ре-ми-фа“ Гита Минкова се отдава на журналистическата си професия и работи в БНР, а Надежда Казасян продължава да пее в новосформираната през 1972 г. ВГ „Студио В“. 

## По-известните песни от репертоара
Много от песните, които изпълнява самостоятелно, придобиват голяма популярност:
- „Ний пак сме влюбени“ (1963) – м. Милчо Левиев, т. Росен Василев
- "Средношколско „И-ха-ха“ (1963) – м. Димитър Вълчев
- „Едно малко радио“ (1965) – м. Стефан Москов
- „Весел дъжд“ (1966) – м. Димитър Куситасев, т. Методи Христов
- „Синя мелодия“ (1967) – м. Стефан Пехливанов, т. Христо Ганов
- „Луна от захар“ (1968) – м. Вили Казасян, т. Милчо Спасов
- „Софийска златна есен“ (1968) – м. Светозар Русинов, т. Георги Бакалов
- „Зорнице моя“ (1972) – м. Светозар Русинов, т. Димитър Точев

### Малки плочи
| Година | Сингъл                        | Вид | Издател   | Каталожен номер |
| ------ | ----------------------------- | --- | --------- | --------------- |
| 1968   | „Вокален квартет До-ре-ми-фа“ | EP  | Балкантон | ВТМ 6073        |